# Estación La Plata (Compañía General)
La Plata fue el nombre con el que se conoció a la antigua cabecera que la Compañía General de Ferrocarriles en la Provincia de Buenos Aires poseía en la ciudad de La Plata.

## Ubicación
La ubicación de la estación era sobre Av. 122 al 1100, casi en el límite con Berisso (las vías estaban a unos metros del lado de esta ciudad). Varios metros antes de llegar a la estación, se encontraba el empalme de vías que prolongaba el recorrido hacia el Puerto de La Plata, importante zona de maniobras donde la CGBA no solo accedía a la zona portuaria, sino también a la refinería que YPF posee en la zona, para el abastecimiento de combustible de las locomotoras.

## Servicios
Esta estación pertenecía al ramal que se desprendía de González Catán y que luego de cruzar a nivel al Ferrocarril Provincial de Buenos Aires, en las inmediaciones de la Estación Ángel Etcheverry, accedía al Puerto de La Plata vía Esquina Negra. Poco antes de la nacionalización, el servicio de la CGBA hacia La Plata fue fraccionado hasta la Estación Buchanan, conservándose solamente dos servicios semanales a La Plata.

## Historia
La estación funcionó hasta su fecha de clausura el 15 de julio de 1948 (Resolución n.º 4682 de la Dirección Provincial de Transportes, del 30 de junio de 1948) y desde entonces el recorrido hacia González Catán se hizo por las vías del Ferrocarril Provincial vía Empalme Etcheverry
Actualmente las instalaciones se encuentran ocupadas por un comercio llamado El Gauchito.